# Fatiha Bisker
Fatiha Bisker, née en 1947, est une artiste peintre et une journaliste algérienne.

## Biographie
Née en 1947, à Bab El Oued (Alger),  elle étudie de 1969 à 1972 à l’École d’architecture et des beaux arts d’Alger. Elle est l’élève des artistes peintres  Choukri Mesli, Ali Ali-Khodja et de M'hamed Issiakhem.  Elle participe depuis les ;années 1980 à de nombreuses expositions collectives en Algérie et à l'étranger. En plus de son travail de peintre, elle est également journaliste.
Elle est membre du groupe des 35 peintres, un groupe créé à Alger pour se démarquer du contrôle exercé par l’Etat algérien sur les artistes via l'Union nationale des arts plastiques (UNAP) . Elle devient pensionnaire de la villa Abd-el-Tif à Alger en 1986. Elle séjourne six mois auprès de l’artiste peintre ean Louis Bernard à l’atelier Gruber (Villa d’Alésia, Paris 1980).
En juin 2013, elle est honorée par le ministre de la culture lors de la cérémonie de remise des prix Ali Maachi à Alger. Ses œuvres sont au musée national des beaux- arts d’Alger, au musée Zabana d’Oran et au musée Allende au Chili.
Toujours en 2013, quelques-unes de ses oeuvres figurent également  dans une exposition collective intitulée Equinoxe féminin, réunissant 28 peintres femmes au Musée national des beaux-arts d'Alger, dont Djamila Bent Mohamed, Bettina Heinen-Ayech, Baya, Djahida Houadef, Souhila Bel Bahar, Samta Benyahia ou encore Aïcha Haddad. Avec d’autres artistes femmes, Fatiha Bisker a contribué à l’émancipation de la femme. Ces artistes-femmes représentaient un nouveau phénomène social, additionnant à leurs obligations familiales, une activité professionnelles artistique, et ont permis de faire reconnaître à part entière l'art féminin algérien dans une société où l'expression « femme peintre » avait une connotation péjorative.